# Alan Brooke
Alan Francis Brooke, I visconte Alanbrooke (Bagnères-de-Bigorre, 23 luglio 1883 – Hartley Wintney, 17 giugno 1963), è stato un generale britannico.
Capo dell'Imperial General Staff durante la seconda guerra mondiale, venne promosso Feldmaresciallo nel 1944. Come consigliere del Chiefs of Staff Committee, Brooke fu uno dei principali consiglieri militari del primo ministro Winston Churchill e, col ruolo di coordinatore delle forze militari britanniche, fu uno dei contributori di maggior peso ma meno conosciuti della vittoria finale nel 1945. Dopo essersi ritirato dall'esercito, il Feldmaresciallo lord Alanbrooke (come divenne noto) prestò servizio come Lord Gran Conestabile d'Inghilterra durante l'incoronazione della regina Elisabetta II nel 1953. I suoi diari di guerra sono stati sovente oggetto di discussione da parte degli storici per i numerosi giudizi dati sulla politica di Churchill e sulla conduzione del conflitto.

## Biografia

### I primi anni
Alan Brooke nacque nel 1883 a Bagnères-de-Bigorre, Hautes-Pyrénées in Francia, da una famiglia anglo-irlandese dell'Ulster occidentale, con una lunga tradizione militare. Egli era il settimo e minore dei figli di Sir Victor Brooke, III baronetto, di Colebrooke, Brookeborough, Contea di Fermanagh, Irlanda, e di sua moglie Alice Bellingham, figlia secondogenita di Sir Alan Bellingham, III baronetto, di Castle Bellingham nella Contea di Louth. Brooke venne educato a Pau, in Francia, ove visse sino all'età di 16 anni. Grazie a questi primi anni egli imparò, oltre all'inglese, anche il francese che era in grado di parlare e scrivere fluentemente.
Decise a questo punto di entrare a far parte dell'esercito britannico e, dopo il diploma alla Royal Military Academy di Woolwich, Brooke fu ammesso dal 24 dicembre 1902 nel Royal Regiment of Artillery come sottotenente. Durante la prima guerra mondiale egli prestò servizio nella Royal Artillery in Francia dove ottenne la reputazione di grande stratega. Nella battaglia della Somme del 1916 egli introdusse il sistema francese delle "creeping barrage", aiutando così la protezione delle truppe di fanteria sotto il fuoco delle mitragliatrici nemiche. Brooke terminò il conflitto col grado di Tenente Colonnello e dopo aver ricevuto per ben due volte la medaglia del Distinguished Service Order.
Tra le due guerre egli fu lettore allo Staff College, Camberley e quindi all'Imperial Defence College, dove Brooke conobbe gran parte di quelli che poi diverranno suoi compagni d'arme durante la seconda guerra mondiale. Dalla metà degli anni '30 Brooke ottenne un gran numero di nomine importanti: Ispettore d'Artiglieria, Direttore del Training Militare e General Officier Commanding della Mobile Division. Nel 1938, alla promozione a Tenente Generale egli ottenne il comando dell'Anti-Aircraft Corps (rinominato Anti-Aircraft Command nell'aprile del 1939) e strinse una stretta amicizia con l'Ammiraglio dell'Aria Hugh Dowding, il Comandante in capo del Fighter Command, che fu una delle basi vitali per la cooperazione con l'esercito nell'ambito della Battaglia d'Inghilterra. Nel luglio del 1939 Brooke venne trasferito alla direzione del Southern Command. Con lo scoppio della seconda guerra mondiale, Brooke era uno dei generali più famosi dell'esercito britannico.

### La seconda guerra mondiale

#### Comandante nelle Fiandre, in Francia ed in Inghilterra
A seguito dello scoppio del secondo conflitto mondiale, Brooke ottenne il comando del II Corps nel British Expeditionary Force (che includeva come subordinata anche le formazioni della 3ª divisione, comandata dall'allora Maggiore Generale Bernard Montgomery). Come comandante di corpo d'armata Brooke aveva una visione pessimistica delle possibilità delle forze alleate di contrastare quelle tedesche. Egli era scettico sulla qualità e sulla determinazione dell'Esercito francese. Egli riponeva anche poca fiducia nei confronti di Lord Gort, comandante del British Expeditionary Force, che Brooke riteneva essere più attento ai dettagli che alla visione strategica complessiva. Gort, d'altro canto, reputava Brooke troppo pessimista e pensava di rimpiazzarlo nel giro di breve.
Quando ebbe luogo la controffensiva tedesca, Brooke stesso si distinse nel condurre le proprie truppe nella ritirata di Dunkerque. Sul finire del maggiore del 1940 il suo corpo dovette fronteggiare l'attacco più forte da parte delle truppe tedesche nei pressi di Ypres dove si trovò col fianco sinistro esposto dopo la capitolazione dell'Esercito belga. Brooke ordinò dunque alla 3ª divisione di coprire il fianco sguarnito, fatto che però venne complicato dalle manovre condotte in piena oscurità della notte. Spostando le truppe a nord per accogliere i nuovi arrivati da Dunkerque, i tedeschi nel frattempo si spostavano lungo la costa ed il II Corps dovette ritirarsi a Dunkerque il 29 maggio e Brooke dovette fare ritorno in Inghilterra lasciando il corpo nelle mani di Montgomery.
Poco dopo l'evacuazione di Dunkerque egli venne nuovamente rinviato in Francia per ottenere il controllo delle rimanenti truppe britanniche rimaste nel paese. Brooke ben prestò si rese conto che la situazione era insostenibile e nella sua prima conversazione col primo ministro Winston Churchill egli insistette sul fatto che tutte le forze britanniche dovessero essere ritirate dalla Francia. Churchill inizialmente obiettò a questa proposta ma venne poi convinto da Brooke che circa 200.000 tra truppe inglesi e alleate potessero essere evacuate dai porti della Francia nord occidentale.
Dopo essere tornato da una breve permanenza al comando del Southern Command, Brooke venne nominato nel luglio del 1940 al comando delle United Kingdom Home Forces per prendere l'incarico dei preparativi anti-invasione. Il compito di Brooke sarebbe stato dunque quello di dirigere l'ordine di battaglia in caso di sbarco diretto dei tedeschi in terra inglese. Contrariamente al suo predecessore generale Ironside, che preferiva una difesa costiera, Brooke si focalizzò nello sviluppo di una riserva mobile che avrebbe dovuto prevenire lo sbarco nemico prima che questo potesse radicarsi sul territorio inglese. Venne quindi predisposta una leggera difesa costiera giusto per assicurare che gli sbarchi non avvenissero immediatamente. In uno scritto dopo la guerra, Brooke disse di aver avuto "l'intenzione di usare anche gas nervino sulla spiaggia".
Brooke riteneva che il problema di un comando unificato di tre servizi fosse un "grave pericolo" per la difesa della nazione. Malgrado questo, oltre al fatto che le forze disponibili non raggiunsero mai il numero da lui predisposto mentalmente, Brooke considerò la situazione lontana dall'essere senza speranza in caso di invasione da parte della Germania. "Noi potremmo trovarci a fronteggiare una battaglia disperata e nel futuro potremmo avere problemi, ma penso che l'ultima parola sulla difesa di queste coste sarà la nostra".

### Capo dello Stato maggiore Imperiale
Nel dicembre del 1941 Brooke succedette al Feldmaresciallo John Dill come Capo dello Stato maggiore Imperiale, comandante in capo del British Army, nomina nella quale egli rappresentò l'esercito nella Chiefs of Staff Committee. Nel marzo del 1942 egli succedette all'Ammiraglio della Flotta Sir Dudley Pound come consigliere del Chiefs of Staff Committee, mantenendo questo incarico sino al suo ritiro dal servizio attivo nel 1946.
Per il resto della Seconda guerra mondiale, Booke si dedicò al compito di consigliere militare del primo ministro britannico Winston Churchill (che era anche nel contempo Ministro della Difesa), nel War Cabinet e presso gli Alleati. Come Capo dello Staff Generale Imperiale, Brooke era il capo funzionale dell'esercito e aveva la possibilità di dominare con la forza dell'intelletto e della propria personalità tutto il panorama bellico per parte inglese. Nel 1942 Brooke aderì al comando degli Alleati con gli Stati Uniti dando vita al Combined Chiefs of Staff.

Brooke (a sinistra) e Churchill in visita al quartiere generale di Montgomery in Normandia, 12 giugno 1944.

Brooke si focalizzò essenzialmente sul teatro delle operazioni in Europa, spingendo a favore della teoria che avrebbe poi portato ad un'incursione dal Nord Africa per porre fuori gioco l'Italia dalla guerra e quindi aprire il Mediterraneo agli sbarchi alleati. Malgrado questo i confronti di Brooke sull'argomento con gli altri alleati statunitensi non furono sempre armonici.
Durante una conferenza a Londra nell'aprile del 1942, Brooke e Churchill pare avessero suggerito a George Marshall, capo dello staff dell'esercito statunitense, che l'Inghilterra avrebbe proceduto autonomamente con uno sbarco in Francia. Alla Conferenza di Casablanca nel gennaio del 1943 venne deciso che gli alleati avrebbero invaso la Sicilia al comando del generale statunitense Dwight D. Eisenhower, una decisione che difatti posticipò l'invasione dell'Europa occidentale al 1944. L'accordo di Casablanca fu infatti un compromesso, in gran parte voluto dal vecchio amico di Brooke, il Feldmaresciallo Sir John Dill, capo della missione britannica a Washington (DC). «Io ho con lui [Dill] un indubbio debito di gratitudine per l'aiuto prestatomi in quell'occasione e in molte altre simili», scriverà Brooke dopo la guerra. Ad ogni modo questa conduzione delle iniziative da parte americana non mancò di oltraggiare alcuni alti ufficiali inglesi che vedevano invece in Brooke la persona più adatta a condurre un'operazione di questo rilievo.
Ad ogni modo, col crescere della forza americana, divenne arduo per Brooke riuscire a guadagnare influenza nello staff generale delle operazioni. Nel maggio del 1943 venne fissato un tempo per l'esecuzione dell'Operazione Overlord anche se Brooke continuava ancora ad avere forti dubbi sulla riuscita dei piani, proponendo invece una strategia maggiormente inflessibile e più diretta.
Fu a questo punto che Brooke si rese conto che il suo alto incarico contava meno delle responsabilità che i vari generali impegnati nel teatro di guerra avevano per loro grado, ma che attraverso la sua posizione poteva scegliere i generali che avrebbero preso parte agli scontri oltre a disporre quanti uomini avrebbero avuto e quante munizioni. Quando si trovò a dover scegliere i giusti comandanti da inviare egli trovò con difficoltà ufficiali validi, in quanto molte delle sue migliori conoscenze erano morte nella prima guerra mondiale, il che fu una delle principali difficoltà dell'Inghilterra dall'inizio del secondo conflitto mondiale. Quando il generale Sir Claude Auchinleck dovette essere sostituito alla guida del comando del Medio Oriente per decisione di Winston Churchill, il Primo Ministro britannico in un primo momento propose proprio a Brooke di assumere l'incarico; il capo di Stato maggiore Imperiale però preferì rinunciare ritenendo che la sua funzione fosse indispensabile a Londra per controllare la pianificazione strategica accanto a Churchill.
Al comando della Eighth Army nel 1942, Brooke preferì porvi il Tenente Generale Bernard Montgomery anziché il Tenente Generale William Gott, il candidato proposto da Churchill. Poco dopo Gott venne ucciso in un incidente aereo e Montgomery dovette per forza di cose ottenere il comando. Brooke si trovò a riflettere poi sul tragico evento che portò alla nomina di Montgomery e tese a vederlo come un intervento divino per porre la persona giusta al posto giusto al momento giusto. Già all'inizio del 1942 a Brooke era stato offerto il comando delle forze britanniche nel Medioriente, ma aveva rifiutando in quanto sapeva di essere il solo a poter condurre la guerra in maniera fruttuosa accanto a Churchill.
L'anno successivo, la guerra aveva preso un volto nuovo e Brooke non si riteneva più necessario al fianco di Churchill e pertanto si dedicò a prendere il comando dell'invasione alleata nell'Europa occidentale, posto che Brooke si arrogava ormai quasi per diritto. Durante la Conferenza di Quebec nell'agosto del 1943, venne deciso che il comando dovesse essere assegnato al generale statunitense George C. Marshall. (anche se poi il lavoro di Marshall come capo dello staff statunitense era troppo importante per permettergli di lasciare Washington DC e pertanto venne nominato al suo posto Dwight D. Eisenhower.) Brooke si trovò quindi nuovamente in disappunto, sia per essere stato surclassato su una decisione difatti assegnatagli da Churchill, sia perché il comando venne affidato ancora una volta ad un generale statunitense.

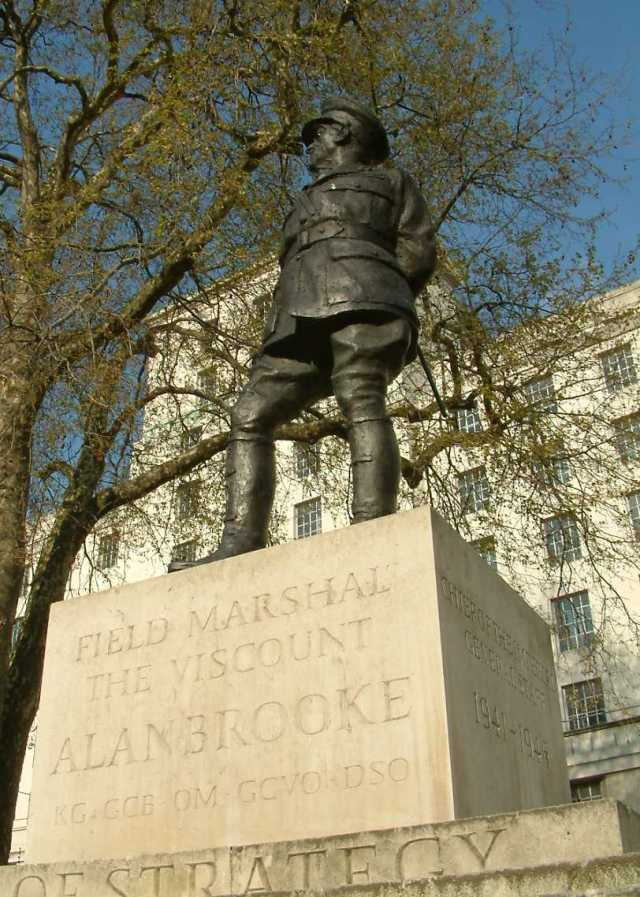
Statua del Feldmaresciallo visconte Alanbrooke, MoD Building, Whitehall, Londra.

### Il rapporto con Churchill
Durante gli anni della Seconda guerra mondiale, Brooke ebbe un rapporto tempestoso con Winston Churchill. Brooke era spesso frustrato dai metodi di lavoro del primo ministro, dal suo abuso nell'uso dei generali ed ai costanti riferimenti alla strategia. Allo stesso tempo Brooke ammirava grandemente Churchill per il modo con cui aveva ispirato gli Alleati a perseguire la causa della guerra. In un famoso passaggio dei diari di guerra di Brooke, Churchill viene descritto come un "genio misto ad una stupefacente pessima visione delle cose --egli è l'uomo più difficile col quale si possa lavorare e col quale io mi sia mai scontrato ma mai avrei voluto perdermi l'occasione di lavorare con lui per nulla al mondo!".
Quando le fantasiose strategie di Churchill entravano in collisione con la strategia militare vera e propria, solo Brooke era l'unico ad essere in grado di tenergli testa ed a riportarlo alla realtà dei fatti. Churchill disse di Brooke: “Quando sbattevo i pugni e gli giravo la faccia cosa faceva? Egli batteva i pugni sul tavolo dall'altra parte e mi guardava. Questo era Brookes, un Ulsterman che nessuno avrebbe mai voluto come compagno d'arme oppure si!”
Uno dei diverbi fondamentali tra i due era che Churchill desiderava una strategia più dispersiva sul campo mentre Brooke era più per una strategia concentrata e mirata. Brooke era infastidito in particolare dalla mania di Churchill di voler catturare la parte nord di Sumatra. In molti casi invece fu Brooke a non vedere le dimensioni politiche della strategia del primo ministro. Brooke ad esempio era scettico nell'intervento britannico in Grecia sul finire del 1944 (durante la Dekemvriana), credendo che questa operazione non avrebbe fatto nient'altro che portar via truppe dal fronte centrale della Germania. Ma a questo punto la guerra era praticamente vinta e Churchill vide in questa operazione la possibilità di preservare la Grecia dal divenire uno stato comunista sotto l'influenza russa.
L'equilibrio creatosi nel Chiefs of Staff Committee venne scardinato nell'ottobre del 1943 quando l'ammiraglio Sir Dudley Pound, predecessore di Brooke come consigliere, si ritirò per problemi di salute e l'ammiraglio Sir Andrew Cunningham succedette a Pound come First Sea Lord e rappresentante della marina nel Chiefs of Staff Committee. Brooke ottenne così un fermo alleato nelle sue argomentazioni con Churchill. Questo fatto portò a confronti più seri tra il primo ministro ed i capi dello staff, soprattutto circa la preparazione degli inglesi agli ultimi punti della Guerra del Pacifico. Brooke ed il resto dei capi dello staff intendevano reclutare le forze abili al combattimento in Australia, mentre Churchill preferiva sfruttare l'India come base per gli inglesi. I membri dello staff erano sul punto di dimettersi quando venne trovato un compromesso col governo.
Malgrado i molti punti in disaccordo tra Brooke e Churchill, vi fu molta collaborazione tra i due. Dopo l'ennesimo fiero confronto con Brooke, Churchill disse al suo consigliere militare Sir Hastings Ismay, che egli non pensava fosse possibile continuare oltre a lavorare con Brooke. «Mi odia - disse Churchill - posso vedere l'odio trasalire dai suoi occhi». Brooke rispose a Ismay: «Odiarlo? Non lo odio. Lo amo. Ma la prima volta che dico a lui che sono d'accordo con quanto propone non si fida di me.» Quando Churchill seppe di questa risposta disse "Oh caro Brooke".
Il legame tra Brooke e Churchill ebbe molto successo e portò la Gran Bretagna alla vittoria nel 1945. Secondo lo storico Sir Max Hastings, questa loro amicizia «creò la più efficiente macchina per la migliore direzione della guerra più che in ogni altra nazione coinvolta, anche se i loro giudizi spesso vennero travisati».

### I diari di guerra
Brooke mantenne dei diari durante l'intero corso della Seconda guerra mondiale. Originariamente destinati a sua moglie Benita, i diari vennero successivamente espansi dallo stesso Brooke con gli avvenimenti sino agli anni '50. Essi contengono una descrizione giornaliera degli eventi bellici visti dalla parte inglese (con alcune indiscrezioni top secret sulle intercettazioni radio tedesche), I pensieri di Brooke sulla strategia come i frequenti aneddoti su molti incontri tenutisi tra gli Alleati nel corso della guerra, sono tra le formule più ricorrenti.
I diari sono divenuti anche famosi per le molte critiche che essi muovono a Churchill. Anche se i diari contengono molti passaggi nei quali viene espressa la massima ammirazione per Churchill, essi evidenziano la frustrazione di Brooke nel collaborare col primo ministro. I diari forniscono anche delle opinioni personali di Brooke su altri membri e generali delle forze Alleate. I generali americani Eisenhower e Marshall, ad esempio, sono descritti come scarsi strateghi. Tra coloro di cui Brooke ebbe sempre un'immagine positiva vi fu il generale statunitense Douglas MacArthur, Il feldmaresciallo inglese Sir John Dill, e Joseph Stalin. Brooke ammirava Stalin per la sua intelligenza e per la sua graffiante strategia militare. Ad ogni modo però egli non si faceva illusioni sull'uomo Stalin descrivendolo come un personaggio "freddo, con la faccia da morto, e ogni volta che lo guardo mi immagino che sarebbe in grado di cacciare delle persone fuori dalla loro casa senza problemi se ve ne fosse la necessità."
Editi dallo storico Sir Arthur Bryant, i diari vennero pubblicati per la prima volta nel 1957 in una versione censurata (The Turn of the Tide) e nel 1959 (Triumph in the West). Originariamente i diari non erano stati realizzati per essere pubblicati. L'unica ragione per cui Alanbrooke cambiò la sua idea a proposito dei diari fu il credito datogli dai capi dello staff di Churchill sulle memorie di guerra, che essenzialmente ascrivevano al primo ministro molte delle idee da Brooke avute per primo sulla guerra. Anche se la censura non ha riportato nelle edizioni molti dei giudizi e dei pensieri di Brooke, i libri sono divenuti un documento importantissimo della seconda guerra mondiale. Churchill ad ogni modo non apprezzò questo libro. Del 2001 è la prima pubblicazione dei diari di guerra di Brooke senza censura, editi da Alex Danchev e Daniel Todman, il che ha nuovamente riacceso l'attenzione mediatica su uno dei più influenti strateghi della seconda guerra mondiale.

### La carriera dopo la guerra
Dopo la seconda guerra mondiale ed il suo ritiro dall'esercito regolare, Brooke, che avrebbe potuto scegliere qualsiasi incarico onorario avesse voluto, scelse di divenire Colonnello Comandante dell'Honourable Artillery Company, mantenendo questo incarico dal 1946 al 1954. Inoltre, egli prestò servizio come consigliere di molte compagnie industriali e bancarie. Egli fu direttore della Anglo-Iranian Oil Company, della Midland Bank, della National Discount Company e della Belfast Banking Company. Brooke fu noto in particolare come direttore Hudson's Bay Company dove prestò servizio per undici anni dal 1948.

### La vita privata e la passione per l'ornitologia
Alan Brooke si sposò due volte. Dopo sei anni di fidanzamento, Brooke si sposò con Jane Richardson nel 1914, sua vicina di casa. Sei giorni dopo la loro luna di miele, Brooke venne richiamato al fronte nella prima guerra mondiale. La coppia ebbe una figlia ed un figlio, Rosemary e Thomas. Jane Richardson morì a seguito di un incidente automobilistico nel 1925 nel quale però suo marito rimase illeso.
Egli ritrovò la sua felicità quando incontrò Benita Lees, figlia di Sir Harold Pelly, IV baronetto, e vedova di Sir Thomas Lees, II baronetto, ed i due si sposarono nel 1929. Il matrimonio fu molto felice e diede alla coppia una figlia ed un figlio, Kathleen e Victor. Durante la guerra la coppia visse a Hartley Wintney, un villaggio dell'Hampshire. Dopo la guerra, la situazione finanziaria degli Alanbrookes forzò la coppia a spostarsi nel cottage del giardiniere della loro residenza, affittando il resto dell'abitazione e vivendo li per il resto della loro vita. Gli ultimi anni della loro vita vennero funestati dalla morte della loro figlia, Kathleen, in un incidente a cavallo nel 1961.
Alan Brooke aveva un grandissimo amore per la natura. La caccia e la pesca erano tra i suoi interessi principali. La sua passione più grande, ad ogni modo, erano gli uccelli. Brooke era un noto ornitologo e fotografo, al punto da divenire presidente della Zoological Society of London dal 1950 al 1954 e vicepresidente della Royal Society for the Protection of Birds. Durante le pause degli scontri, Brooke solitamente si trovava nelle libreria di Londra alla ricerca di rari libri sugli uccelli. Egli acquistò una preziosa collezione di libri appartenuta a John Gould, ma le sue condizioni finanziarie lo obbligarono a vendere questi volumi dopo la guerra.

### La morte

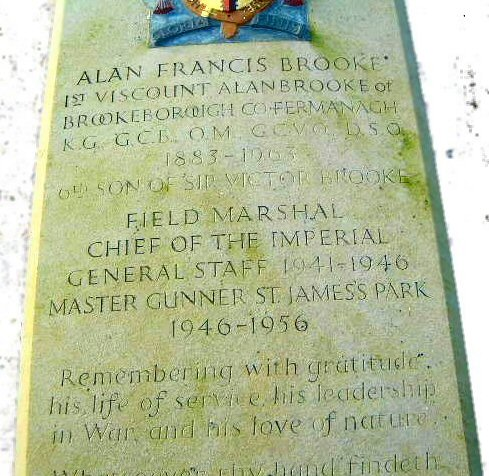
La lastra tombale di lord Alanbrooke.

Il 17 giugno 1963, Alanbrooke ebbe un attacco cardiaco e morì serenamente nel suo letto al fianco di sua moglie. In quello stesso giorno egli avrebbe dovuto presenziare al Garter Service nella St George's Chapel del Castello di Windsor. Nove giorni più tardi si svolsero i funerali a Windsor e la sua salma venne tumulata nella chiesa di St Mary, presso la sua casa a Hartley Wintney, dove ancora oggi suo figlio, ultimo erede della viscontea Alanbrooke, continua a vivere.